# In My Arms (Kylie Minogue)
"In My Arms" dance-pop je pjesma australske pjevačice Kylie Minogue. Objavljena je kao treći singl s njenog desetog studijskog albuma X 17. veljače 2008. u izdanju Parlophonea.

## O pjesmi
Pjesmu su napisali Minogue, Paul Harris, Julian Peake, Richard Stannard i Calvin Harris, a producenti su Stannard i Harris. Pjesma je objavljena kao drugi singl s albuma u Europi u veljači 2008. godine, a kao treći singl s albuma u Ujedinjenom Kraljevstvu i Australiji 5. svibnja 2008. godine.
"In My Arms" je prvi Minoguein singl objavljen u 7-inčnom formatu, poslije "Some Kind of Bliss",  objavljenog 10 godina prije. U Srednjoj Americi singl je bio dostupan samo u tom formatu. Minogue je izvela pjesmu koncertnim turnejama KylieX2008, For You, For Me Tour, te Aphrodite World Tour.

### Uspjeh na top ljestvicama
U Belgiji, pjesma je debitirala na flandrijskoj top ljestvici na 33. mjestu 3. veljače 2008. godine. Sljedećeg tjedna popela se na 14. mjesto. Pjesma je također bila uspješna na belgijskoj službenoj top ljestvici Valonije, gdje je dospjela na 11. mjesto.
U Rumunjskoj, "In My Arms" je postigla značajan uspjeh, a na službenoj top ljestvici je završila na prvom mjestu. Također je postigla značajan uspjeh u Poljskoj, gdje je završila na 4. mjestu i ostala između prvih 5 mjesta 2 tjedna. "In My Arms" je prvi Minoguein singl, poslije singla "Slow", koji je dospio na jedno od prvih 10 mjesta u Grčkoj i Njemačkoj s osvojenim 8. mjestom na službenim top ljestvicama, a s desetim mjestom na francuskoj top ljestvici singlova i drugim na francuskoj ljestvici digitalnog preuzimanja postao je i njen najveći hit u Francuskoj poslije "Can't Get You Out of My Head". Pjesma je dospjela izmeu prvih 20 pozicija na top lhestvicama u Švedskoj, Austriji i Nizozemskoj.  Singl je u Ujedinjenom Kraljevstvu završio na 69. mjestu na top ljestvici digitalnog preuzimanja, idućeg tjedna popeo se na 46. mjesto. 11. svibnja, singl je debitirao na australskoj top 40 ljestvici na 10. poziciji. Pjesma je njen najneuspješniji singl u Australiji, poslije "Cowboy Style" iz 1988. Dospjela je na 35 mjesto na ljestvici singlova, te provela samo 2 tjedna u top 50.  U SAD-u pjesma nije objavljena u CD singl formatu, ali je postigla uspjeh na airplay top ljestvici. Završila je na top ljestvici airplaya odmah prvi dan kad je pištena na američkom radiju.

### Španjolska verzija
Da nadmaši latinoamerički glazbeni market, EMI Music pitao je meksičkog pjevača/tekstopisca da snimi neke vokale na španjolskom jeziku za pjesmu, u ranoj 2008. godini. Prvo objavljivanje pjesme bilo je na Syntekovom službenom kanalu na YouTube-u, 24. travnja 2008. godine. Pjesma se pojavila na meksičkim radijskim stanicama zadnjeg tjedna u travnju.
Kasnije se potvrdilo da bi pjesma trebala biti dio Syntekovog kompilacijskog albuma, Best of 1988-2008, koja je trebala biti objavljena u lipnju 2008. godine u Meksiku i kao bonus pjesma u španjolskom izdanju njegovog studijskog albuma, Lección de Vuelo  koji bi trebao biti objavljen na ljeto 2008. godine. Specialno meksičko izdanje albuma trebalo je biti izdano u svibnju, ali objava je odgođena za 26. kolovoza 2008. godine.

## Kritički osvrt
"In My Arms" primila je većinom pozitivne kritike od mnogih kritičara pop glazbe.

### Pitchfork Media
Tom Ewing je u kritici za Pitchfork Media usporedio pjesmu s francuskim elektroničkim duom Justice i napisao da se Minogue "s užitkom hvali unaokolo pjesmu".

### Prefix Magazine
Kritičar časopisa Prefix Magazine Bruce Scott opisao je pjesmu kao "lagano metalnu" i napisao da je "puna jedne vrste bogatog šarma koji je napravio pjesmu poput "Love at First Sight" prošlim hitom.".

### Allmusic
U kritici za Allmusic, Christopher True izjavio je ja nije baš impresioniran pjesmom, i nazvao ju je "hladnim, proračunatim dance-popom".

## Popis pjesama
| CD singl #1 1. "In My Arms" - 3:32 2. "Cherry Bomb - 4:17 CD singl #2 1. "In My Arms" - 3:32 2. "Do It Again" - 3:21 3. "Carried Away" - 3:14 12-inčni picture disk 1. "In My Arms" - 3:32 2. "In My Arms" (Spitzer remix) - 5:05 3. "In My Arms" (Sebastian Leger mix) - 7:05 UK CD singl #1 1. "In My Arms" - 3:32 2. "Can't Get You Out of My Head" (Greg Kurstin remix) UK CD singl #2 1. "In My Arms" - 3:32 2. "In My Arms" (Death Metal Disco Scene remix) - 5:42 3. "In My Arms" (Sebastien Leger mix) - 7:05 4. "In My Arms" spot | UK 7-inčno vinilni singl 1. "In My Arms" - 3:32 2. "Can't Get You Out of My Head" (Greg Kurstin Remix) Australski CD 1. "In My Arms" - 3:32 2. "In My Arms" (Death Metal Disco Scene remix) - 5:42 3. "In My Arms" (Sebastien Leger mix) - 7:05 4. "Can't Get You Out of My Head" (Greg Kurstin remix) UK digitalna kolekcija #1 1. "In My Arms" - 3:32 2. "In My Arms" (Chris Lake Vocal mix) - 6:35 3. "In My Arms" (Sebastien Leger remix) - 7:05 4. "In My Arms" (Steve Pitron & Max Sanna mix) - 6:43 5. "In My Arms" (Spitzer remix) - 3:29 6. "In My Arms" (Death Metal Disco Scene remix) - 5:41 UK digitalna kolekcijaa #2 1. "In My Arms" - 3:32 2. "Can't Get You Out of My Head" (Greg Kurstin remix) Meksički digitalni download #3 1. "In My Arms" - 3:32 |

## Videospot
Spot za pjesmu "In My Arms" režirala je Melina. Snimljen je u Los Angelesu zajedno s spotom za pjesmu "Wow". Spot je inspiriran stilom i glazbom 1980-ih. Postoji 5 glavnih dijelova: prvi prikazuje Minogue odjevenu u crno-bijeli kostim s kapuljačom, kojeg je napravio Gareth Pugh, a futurističkim sunčanim naočalama; drugi prikazuje Minogue kako pjeva s ružičastim mikrofonom,
na plavoj gramofonskoj ploči; treća scena prikazuje ju s grupom plesača; četvrta prikazuje Minogue u dugačkoj žutoj haljini kako pleše u ružičastoj kutiji; i u finalnoj sceni ona pleše ispred ogromnog ventilatora obučena u šarenu Dolce & Gabbana haljinu s jako šareno i zanimljivo našminkanim licem. Kako spot traje, tih pet scena se izmjenjuje.
Premijera spota desila se na Internetu, 29. siječnja 2008. godine. Na televizijskoj stanici u Europi, premijera se održala 31. siječnja 2008. godine. "In My Arms" je Minoguein najgledaniji spot na YouTube-u, s preko 12,5 milijuna pregleda od objavljivanja.

## Top ljestvice
| Top ljestvica (2008.)  | Najviša pozicija |
| ---------------------- | ---------------- |
| Australija             | 35               |
| Austrija               | 16               |
| Belgija (Flandrija)    | 10               |
| Belgija (Valonija)     | 11               |
| Češka                  | 2                |
| Danska                 | 36               |
| Nizozemska             | 20               |
| Europa                 | 15               |
| Francuska              | 10               |
| Njemačka               | 8                |
| Grčka                  | 8                |
| Irska                  | 15               |
| Italija                | 20               |
| Rumunjska              | 1                |
| Slovačka               | 8                |
| Švedska                | 15               |
| Švicarska              | 3                |
| Ujedinjeno Kraljevstvo | 10               |

### Godišnje top ljestvice
| Godina | Država    | Najviša pozicija |
| ------ | --------- | ---------------- |
| 2008.  | Rumunjska | 2                |

## Povijest objavljivanja
| Regija                 | Datum             | Format                                               |
| ---------------------- | ----------------- | ---------------------------------------------------- |
| Europa                 | 15. veljače 2008. | CD maxi, CD singl, vinilni singl, digitalni download |
| Francuska              | 25. veljače 2008. | CD singl, digitalni download                         |
| Australija             | 28. travnja 2008. | CD maxi, digitalni download                          |
| Ujedinjeno Kraljevstvo | 31. ožujka 2008.  | CD maxi, CD singl, vinilni singl, digitalni download |
| Meksiko                | 14. srpnja 2008.  | digitalni download                                   |